# Potsdamer Lichtspektakel
Potsdamer Lichtspektakel ist seit 2016 ein jährlich im November stattfindendes Lichterfest in Potsdam. 3 Tage lang werden bekannte Potsdamer Sehenswürdigkeiten durch Illuminationen, lichtkünstlerische Projektionen, Lichtinstallationen und 3D-Mappings aufwändig in Szene gesetzt und dabei nationale als auch internationale Künstler, Designer und Lichtgestalter eingeladen. Beleuchtet werden Bauwerke, Straßen und Plätze, so zum Beispiel das Nauener Tor, Belvedere auf dem Pfingstberg, Potsdam Museum oder die St. Nikolaikirche.

## Geschichte
Im November 2016 fand unter dem Titel „Een Lichtspektakle“ das erste Potsdamer Lichtspektakel mit Illuminationen zwischen Hauptbahnhof und Nauener Tor mit dem begleitenden Markt im Holländischen Viertel statt. Die Initiatorin ist Alice Paul-Lunow mit ihrer Agentur Fine Emotion Event und Marketing GmbH.
Das 3. Potsdamer Lichtspektakel im Jahr 2018 soll von 100.000 Besuchern gesehen worden sein.